# 용덕면
용덕면(龍德面)은 대한민국 경상남도 의령군의 면이다. 의령군의 동쪽 중심지이며 남강변 내륙 산간지에 위치한다. 미맥위주에서 시설채소로 전환하여, 수출농업에 주력하고 있다. 수박, 멜론, 참외, 호박을 연간 6,400톤 생산하고 있다.

## 연혁
- 고려시대 : 어화리(용암곡), 전태리(덕암곡)으로 구분
- 조선시대 : 일용암과 이용암을 용암면이라 칭하고 일덕암과 이덕암을 덕암면이라 칭함
- 1914년 : 용암면과 덕암면을 병합하여 용덕면으로 개칭

## 행정 구역
- 가미리
- 죽전리
- 정동리
- 이목리
- 신촌리
- 연리
- 와요리
- 운곡리
- 용소리
- 소상리
- 교암리
- 가락리

## 교육
- 용덕초등학교

## 출신인물
- 허남식 - 현.33·34·35대 부산광역시장(2선, 새누리당)